# Революция (сериал)
Вижте пояснителната страница за други значения на Революция.
„Революция“ (на английски: Revolution) е американски постапокалиптичен научнопопулярен телевизионен драматичен сериал, чието действие се развива 15 години след спирането на тока в целия свят. Създаден е от Ерик Крипки и е продуциран от компанията на Дж. Дж. Ейбрамс Bad Robot Productions за телевизия NBC.
Стартира на 17 септември 2012 г. и първоначално се излъчва всеки понеделник в 22:00. Сериалът е поръчан от телевизията през май 2012 г. Кинорежисьорът Джон Фавро режисира пилотния епизод. През октомври 2012 г. NBC поръчва пълен сезон от 22 епизода, който по-късно е редуциран на 20 епизода.
Сред актьорския състав е Елизабет Мичъл в ролята на Рейчъл Матисън.

## Сюжет

### Сезон 1
Сериалът се развива в постапокалиптично бъдеще. Всякакво електричество на Земята е изключено в рамките на една нощ, включвайки компютри, електроника, двигатели на коли и самолети. Влаковете и колите спират на място, корабите застиват във водата, а всякакви летателни апарати започват да падат и се разбиват.
През следващите петнадесет години хората са принудени да се адаптират в свят без електричество. Поради падането на правителството и нарушаването на обществения ред много зони сега са във владение на местни военноначалници и милиции.
Сериалът започва с оцеляващото семейство Матисън: Бен, Чарли и Дани сега живеят близо до това, което преди е било Чикаго. Бен притежава устройство, приличащо на огърлица (в него се побира USB флаш драйв), което е ключът не само за разкритието на това, какво е станало преди петнадесет години, но също така е и възможен начин да се обърне ефекта. В същото време, Себастиан Монро, генерал на „Милицията на Монро“ и самоназначил се президент на Република Монро (зона от бившите Съединени американски щати, обхващаща земи на изток от река Мисисипи и на север до Кентъки и двете Каролини, сега притежава тази сила за себе си, опитвайки се да завладее цялата територия на бивш САЩ. Остатъка от семейство Матисън, заедно с брата на Бен – Майлс, и Арън Питман и Нора Клейтън се борят срещу милицията на Монро. Новия бенефактор на Монро – Рандал Флин (бивш заместник министър на отбраната, който преди петнадесет години дава заповед за използването на въоръжена технология, вследствие на която изчезва електричеството) сега иска да подкрепи Монро, след като жената на Бен – Рейчъл (която работи за Монро под натиск), успява да избяга от лагера на Монро.
Въвеждащи реплики:
| „ | Живеехме в електрифициран свят. Разчитахме на енергията за всичко. И тогава електричеството изчезна. Всичко спря да работи. Не бяхме подготвени. Страхът и объркването доведоха до паника. Късметлиите успяха да напуснат градовете. Правителството се срина. Милициите взеха връх и започнаха да контролират хранителните запаси и да се запасяват в оръжия. Все още не знаем какво причини спирането на тока. Но се надяваме, че ще се появи някой, който ще освети пътя. | “ |

В епизод 5, „Душевен влак“, е показана карта на Северна Америка. Тя показва бившите континентални Съединени американски щати, Канада и Мексико, които са разделени на шест части: „Република Монро“ на североизток, „Водоплаващите провинции“ и „Великите Езера“; „Федерацията на Джорджия“ на югоизток; „Равнинната нация“ и „Скалистата планина“ на север и части от средния запад; „Тексас“, който контролира част от Мексико, Оклахома, Арканзас и Луизиана; „Калифорния Комънуелт“, която има атлантическия бряг от Баха Калифорния до Британска Колумбия; и на последно място е „Изгубената земя“ в близост до Аризона, Ню Мексико, Юта и Мексико.
В същия епизод се намеква, че „Федерацията на Джорджия“ и „Равнинната нация „са се съюзили срещу „Република Монро“. Споменава се за атаки по границата в югозападен Илинойс, близо до Сейнт Луис.
Според съпругата на капитан Томас Невил (Джулия), от писмо изпратено до съпруга ѝ става ясно, че столицата на „Република Монро“, Филаделфия, Пенсилвания е относително безопасна; обаче животът извън пределите на Питсбърг е обект на атака от страна на бунтовниците, както и от страна на разбойници.

### Сезон 2
През април 2013 г. сериалът е подновен за втори сезон, състоящ се от 22 епизода. Според NBC, новият сезон ще се излъчва в сряда от 8:00pm (ET), а не както излъчването на първи сезон в понеделник от 10:00pm (ET). Премиерата на сезона е на 25 септември 2013 г., като сериалът прави междинна почивка преди Деня на благодарността 2013 г., и се завръща отново на екран с нови епизоди на 8 януари 2014 г.
Никол Ари Паркър влиза в сериала в ролята на секретар Джъстин Алънфорд. Патрик Хоисингър и Джеси Колинс също подписват договори и влизат в сериала. Дим Бийвър влиза в ролята на Джон Франклин Фрай – закоравял тексаски рейндър, който се съюзява с Майлс. 
Действието във втори сезон се развива шест месеца след края на първи сезон.

## Роли и герои

### Главни роли
- Били Бърк играе Майлс Матисън – бивш морски пехотинец, който управлява таверна, и е преследван от милицията на „Република Монро“. Освен като брат на Бен Матисън, по-късно става ясно, че той е един от основателите на „Република Монро“, като основава републиката заедно със Себастиян Монро след рухването на Съединените щати. Той също така е и бившия командващ генерал на милицията на Монро, и е отговорен за това, че ги е направил толкова ефикасни, колкото са сега. Обаче, по-късно той не е доволен от това, което се случва с републиката и прави неуспешен опит да убие Монро. Той дезертира и започва да пие непрестанно, заради вината, която изпитва от това какви зверства е правила Републиката срещу цивилни граждани. Сега милицията е обявила Майлс за предател и го търси да го залови, заедно с останалата част от семейство Матисън. Майлс показва, че съжалява за това каква роля е изиграл при създаването на милицията, въпреки че изпитва смесени чувства към бившия си най-добър приятел – Себастиян Монро – който му предлага старата му работа, след като Майлс освобождава Рейчъл. След като спасяват Дани, Майлс е решен да довърши Монро завинаги, но тогава разбира, че колиетата, които Бен и Рейчъл са изобретили, могат да дадат на Монро значителна огнева мощ (включително ядрено оръжие) срещу безброй много хора, които са принудени да се бият с мечове, лъкове и стрели, след спирането на тока.
- Трейси Спиридакос играе Шарлът „Чарли“ Матисън (дъщерята на Бен и племенница на Майлс). Майлс първоначално я описва като необичайна, като настоява, че не го казва като обида. Чарли има много угризения за заобикалящия я свят и е много грижовна. След като Рейчъл напуска, тя поема отговорността да се грижи за брат си Дани, който тя преследва през първата половина на сезона. След като брат ѝ умира, тя е решена да помогне на Майлс да спре Бас (съкратено от Себастиян) Монро, докато се опитва да се сближи с отчуждената си майка. Тя има кратка връзка с Джейсън Невил. Тя застрелва Джейсън при самозащита, докато той е „препрограмиран“.
- Елизабет Мичъл играе Рейчъл (по баща Портър) Матисън – съпругата на Бен и майка на Чарли и Дани, за която първоначално се смята, че е загинала по време на спирането на тока, но по-късно става ясно, че е жива и Монро я изнудва, да работи за него. Тя разказва на Монро за съществуването на колиета и доставя друга нужна информация на милицията, както и това, че трябва да се направи устройство усилвател, за да може колието да се използва и за превозни средства. С развитието на сериала става ясно, че Рейчъл и съпругът и са изцяло наясно какво е причинило затъмнението, и каква технология стои зад това, какво се е случило. След като научава, че активираните колиета могат да се проследят от Рандал Флин, тя започва да ги унищожава, вместо да ги използва срещу Монро.
- Зак Орт играе Арън Питман – завършил МИТ, бивш работник на Google и приятел на Бен Матисън. Арън е учител в общността, обучавайки децата за живота преди спирането на тока. Той изоставя жена си след като усеща, че не може да я предпази от нападатели и крадци, като я оставя с групата хора, с които пътува. Арън изпитва огромно количество вина и угризения, че е изоставил съпругата си. Точно преди смъртта на Бен, на Арън тайно е поверено едно колие, на което Бен е свалил файловете от своя компютър, точно преди да спре тока. Арън и Маги решават да запазят съществуването на колието в тайна от останалата част от групата, притеснявайки се от реакцията на Майлс и че това ще усложни преследването на похитителите на Дани. По-късно другите разбират за съществуването на колието, което в крайна сметка е откраднато от сестрата на Нора (което е двоен агент) и предадено на Себастиян Монро. След като се срещат отново с Рейчъл, Арън се концентрира върху нейните изследвания и записки и всякаква друга информация касаеща угасването на тока. Рейчъл подозира, че Бен преднамерено е развил отношенията си с Арън, защото без да знае, някои от ранните разработки на Арън в МИТ е много вероятно да са използвани в развитието на нанитите (микроскопични нано роботи).
- Джанкарло Еспозито играе майор Том Невил – бивш продавач на застраховки, който се присъединява към милицията на Монро след спирането на тока. Като капитан, Невил е главният антигерой в историята – неговите войници са виновни за смъртта на Бен Матисън и за отвличането на Дани. Той е много пресметлив и отдаден на милицията, опитвайки се единствено да оцелее и да пази семейството си. Първоначално той е мек и състрадателен семеен мъж, но изгасването на тока го принуждава да стане по-безскруполен; често е окуражаван да бъде дори по-безскруполен от политически амбициозната му жена, която иска той да заеме мястото на Монро като президент. След това той е повишен до майор. След похищението на Дани Матисън, Невил изгубва доверието на Монро, когато собственият му син дезертира и след това е хванат от бунтовници (но по-късно успява да избяга). Това му попречва да завърши много важна мисия за Монро. Осъзнавайки, че Монро ще го убие заради този провал, Невил и съпругата му дезертират в Република Джорджия, където е награден за информацията, която предоставя. Сега той работи с Майлс Матисън, който предвожда бунтовниците, които се бият с Монро, и е съюзник с Джорджия. В последната серия на първи сезон, той предвожда заговор срещу Монро.
- Джей Ди Пардо играе Джейсън Невил (първоначално се представя под името „Нейт Уокър), бивш лейтенант от милицията на Монро, който има за задача да проследи Майлс. Той е син на Том Невил. Първоначално Джейсън е лоялен на милицията, но малко по-късно започва да изпитва чувства към Чарли, което резултира в това, той да спасява живота ѝ на няколко пъти. Когато милицията започва да избива бунтовниците с хеликоптери, той дезертира, тъй като смята тези действия за нехуманни. След това той се присъединява към групата на бунтовниците, за да се бие заедно с Чарли, но въпреки това Майлс отказва да му се довери, докато Джейсън не му помага да разпитат собствения му баща Том. Джейсън има изключително трудна връзка с баща си, чак до края на първи сезон. През втори сезон, Джейсън пътува с баща си и му остава верен, дори когато му „промиват“ мозъка. Джейсън умира когато Чарли го застрелва при самозащита в епизода „Границите на Остин“ от сезон 2.
- Дейвид Лайънс играе Президент/Генерал Себастиян „Бас“ Монро, бивш морски пехотинец от армията на САЩ, който основава Република „Монро“. Той е президент („де факто“ диктатор), както и командващ генерал на милицията. Монро и Майлс са най-добри приятели преди да изгасне тока, тъй като са израснали заедно и заедно са служили в армията. Първоначално те се опитват да защитят невинни хора и да въдворят ред в обществото след срива, като използват военните си знания и организират милицията. Монро добре познава семейство Матисън от преди срива на електричеството. След като Майлс дезертира, той задържа Рейчъл в плен, карайки света да мисли, че тя е мъртва. Тя е ключа за пускането на електричеството. След като Рейчъл избягва, Бас започва да си сътрудничи с Рандал Флин, който го снабдява с колиета и усилватели, позволявайки превозни средства и оръжия да бъдат на разположение на Република „Монро“. Той забува властта си в преврат, в който няколко то хората му се опитват да го убият. В сезон 2 той се съюзява с Майлс и другите, за да се бият заедно срещу Патриотите.
- Даниела Алонсо играе Нора Клейтън (главна роля в сезон 1, гост след това), жена, която се познава с Майлс отдавна. Тя има връзки с бунтовниците, които се борят срещу Република „Монро“ за да възстановят Съединените американски щати. Нейната основна специализация са експлозивите, а връзките и с бунтовниците помагат в много ключови моменти в историята. След като разбира, че сестра ѝ е жива, тя иска да се върне в Тексас да търси семейството си. Нора напуска Майлс, Чарли и Арън за да нападне Бас. След като сестра ѝ предава семейство Матисън на милицията, тя се връща и ги спасява и оставя сестра си да пътува сама. Докато се опитва да помогне на групата в критичен момент, тя е убита в последната серия на първи сезон, и умира от кръвозагуба след като е простреляна.
- Стивън Колинс играе д-р Джийн Портър (от втори сезон нататък) – един от цивилните лидери на град Уилъби, градския доктор и баща на Рейчъл Матисън.
- Греъм Роджърс е в ролята на Дани Матисън (участва в епизоди от 1 до 11), братът на Чарли, който е заловен от милицията. Дани е асматик и преди да бъде отвлечен, сестра му постоянно се грижи за него. Подобно на Чарли, Дани изпитва симпатии към различни хора и в момент, когато капитан Невил е уязвим, Дани избира да му помогне и след това да бъде завързан наново, вместо да избяга и да остави капитан Невил да умре под руините на сградата. Дани е убит от случаен огън след като взривява един хеликоптер. След смъртта му Рейчъл изважда малко устройство от тялото на Дани, което има слаба мигаща светлина, която продължава да работи години след спирането на тока. По-късно става ясно, че нанитите помагат да се захрани устройството, което поддържа Дани жив.
- Тим Гуини играе Бен Матисън (в първи сезон, гост след това), бащата на Чарли и Дани. Заедно с Рейчъл, те първоначално изобретяват нано технологията, която причинява срива. Технологията е изследвана също и от други учени, включително Грейс, Джон и други. Първоначално е била запланувана като метод за евтина зелена енергия, но провалът на проекта има неочакваните свойства да потиска всякаква електроника в определен радиус. След като Министерството на отбраната разполага нано технологията в зона с военен конфликт, Бен успява да предупреди семейството си в Чикаго и брат си Майлс, минути преди спирането на тока, причинен от излизането на нано технологията извън строя. Петнадесет години по-късно той е убит в първи епизод от милицията на Монро и малко преди смъртта си, той изпраща дъщеря си да намери брат му Майлс в Чикаго, който да ѝ помогне да намерят и освободят Дани. Участието на Бен в цялата история е разкрито по време на първи сезон.
- Анна Лис Филипс играе Маги Фостър (епизоди от 1 до 4), британска лекарка, която е разделена с децата си след спирането на електричеството. Тя става приятелка на Бен Матисън, след като се предполага, че съпругата му е починала. Връзката на Маги с Чарли често е затруднена, тъй като де факто тя ѝ е мащеха, но Маги приема децата на Бен като свои. Тя идва в Средния запад и среща Бен, след като не успява да намери кораб, който да я преведе през Атлантическия океан, за да може да се завърне при семейството си във Великобритания. Тя е намушкана с нож и убита от бандит, след като първо тя застрелва кучето му по време на търсенето на Дани.

### Периодични се роли
- Колм Фиори играе Рандал Флин, заместник министър на отбраната, който работи с Бен Матисън и екипът му, за да финансира и подпомага проекта на Бен, с който да въоръжи начинанието на Бен за военни цели, в отговор на смъртта на сина му в Афганистан. След като спира тока, той започва да търси останалите живи учени от проекта, които работят с него (дали под натиск или по собствено желание) в Министерството на отбраната, и които след това са произвеждали колиетата и усилвателите заради неговите планове. Флин избира да си сътрудничи с Република „Монро“, след като се убеждава, че Монро не е толкова главозамаян, а и че разполага с достатъчно информация, оръжия и превозни средства събирани през годините. Той извършва самоубийство в последния епизод на първи сезон. По-късно става ясно, че Рандал е работил за група, наричаща се „Патриотите“.
- Мария Хоуел играе Грейс Бомонт (главно в първа серия, епизодични роли след това), жена която крие Дани от милицията на „Монро“ и има същото колие, като това, което Бен дава на Арън. Става ясно, че тя е един от учените, които са работили в Министерството на отбраната, и че притежава компютър, чрез който поддържа кореспонденция с неизвестен човек, докато Рандал Флин не я отвлича. Когато Арън и Маги отриват къщата, в която тя е живяла, и вътре откриват, че колието ѝ е изчезнало, а компютърът ѝ е унищожен. Рандал я държи в плен с други учени, които трябва да поправят оборудването в Кулата, за да може той да преследва целите си. След като Арън, Рейчъл, Майл и другите пускат електричеството от Кулата, Флин изстрелва ядрени ракети, които падат в Република „Монро“ и в Република „Джорджия“. След тази случка, Грейс се мести в Спринг Сити, Оклахома. Нано технологията води Арън и Присила в Спринг Сити, където те се срещат и искат информация от Грейс, преди да тръгнат за Лъбък, Тексас.
- Малик Йоба играе Джим Хъдсън, бивш капитан от милицията „Монро“, който помага на Майлс при първоначалния опит за покушение срещу Бас, и който дезертира след провала. Той се скрива в малко градче, правейки се на библиотекар, след като преди това се жени за местна жена. Майлс и Нора търсят помощта му след като Майлс се съгласява да помага на Бунтовниците, но Джим отказва, тъй като Майлс го е изоставил при предишната им среща. След като избиват поръчков отряд, изпратен от Монро да го убие, Джим в крайна сметка се включва в групата, след като жена му става свидетел на това как той убива нападателя си, и по-късно разбира за миналото му на войник. В края на 18-и епизод става ясно, че Джим е предател и след това е убит от Джейсън.
- Лиланд Орсър играе Джон Сандборн – учен, който работи заедно с Бен и Рейчъл в разработването на технологията, причинила спирането на тока. След като Майлс и Рейчъл го търсят за да им помогне, Джон и пленява и ги предава на Рандал за разпит. Двамата успяват да избягат, докато Джон тръгва след Рандал към Филаделфия за да помага на републиката. Той е убит в 18-и епизод от Джим.
- Ким Рейвър е в ролята на Джулия Невил – жената на Том Невил и майка на Джейсън. Въпреки че тя подкрепя опитите на мъжа си да се издигне в милицията, тя също така закриля сина си Джейсън, дори след като научава за дезертирането му. Тя се противопоставя на Том и се съгласява да остави живота си извън лукс, само и само синът ѝ да е добре. След ядрената атака на столицата на република Монро, тя е смятана за мъртва. В крайна сметка във втори сезон става ясно, че тя е оцеляла и се е омъжила за висшестоящо лице, член на „Патриотите“.
- Марк Пелегрино играе Джеръми Бейкър, капитан от милицията на Монро и бивш приятел на Майлс Матисън, поради факта, че Майлс го спасява от крадци шест месеца след спирането на тока. По-късно той е екзекутиран, когато Монро мисли, че той стои зад опита за покушение.
- Дейвид Мейнюър играе Уил Щраусер – сержант в милицията на Монро, който признава, че е социопат и смята, че това му помага в работата. Той е единствения човек, от когото Майлс се страхува, когато е все още в милицията. Той предлага безопасно завръщане в Тексас на сестрата на Нора, ако тя издаде местоположението на Нора и другите. След като се връща при Рейчъл, Щраусер е убит от нея, след като той заплашва да убие децата ѝ, в опит да я мотивира да завърши усилвателя.
- Мауриин Себастиан играе Присила Питман – бившата съпруга на Арън. Той я изоставя с една група от хора след като спира тока, тъй като смята, че няма да може да я защити. Докато пътува към Кулата, Арън я намира при един ловец на глави, който я държи за заложник, и в крайна сметка я спасява чрез груба сила. След като я спасява, тя му казва, че всички от групата, с които я е оставил са умрели и тя е останала сама. Тя избягва от Република Монро, след като убива член на милицията, който се опитал да нарани 11-годишната ѝ дъщеря. Останалата част от семейството ѝ вече било в Тексас и я чакало. Тя казва на Арън, че го обича и винаги ще го обича, целува го и му казва да спре да се притеснява за нея. След това тя тръгва към семейството си в Тексас. Присила се завръща във втори сезон, където тя и Арън се срещат в Спринг Сити, Оклахома, и по-късно пътуват за Лъбък, Тексас.
- Лесли Хоуп играе президент Кели Фостър – президентът на Федерацията на Джорждия.[12] За нея се предполага, че е загинала, след като Рандал Флин пуска ядрената бойна глава в Атланта.
- Никол Ари Паркар играе министър Джъстийн Алънфорд, член на Патриотите. Преди да се превърне в предателка, тя отива в Савана, Джорджия за да съобщи новото създаване на американското правителство, както и за да помогне на бежанците с хранителни запаси. Тя се среща с Том Невил, след като той я спасява от опит за покушение. Тя го приема като член на Патриотите. По-късно Джъстийн и Том са нападнати от Патриотите, които са изпратени да я убият, то двамата с Том успяват да избягат. След като се спасяват, тя разказва на Невил, че е говорила срещу Патриотите, след като разбира, че те промиват мозъците на хората, за да се присъединят към тях, вследствие на което, тя е обявена за предател. Тя убеждава Том да и помогне, тъй като е ранена, но само след като първо му каже, къде се намира Джейсън, който в същото време е промиван с различни наркотици, за да се превърне в машина за убиване. Същото нещо се е случило и със сина на Джъстийн, и след като Том успява да накара Джейсън да се върне към предишното си аз, тя си възвръща надеждата, че и нейния син ще може да се върне. Обаче, Том предава Джъстийн като разкрива местонахождението ѝ на нейни съпруг, който е член на висшето командване на Патриотите. Нейния съпруг, Роджър Алънфорд я обвинява, че тя е виновна за проблемите им с правителството на Патриотите. От страх да не бъде опозорен в ръцете на правителството, той я екзекутира за държавна измяна.
- Джесика Колинс е в ролята на Синтия, приятелката на Арън. Калвин Хорн я използва срещу Арън за да си осигури помощта му, но Арън успява да използва нанитите за да я излекуват. Въпреки това, по-късно Хорн застрелва Синтия точно пред Арън и тя умира, вследствие на което Арън, със своята ярост убива Хорн. След това тя се появява като напътствие от нано технологията, което напътства Арън и Присила в тяхното пътешествие към Лъбък, Тексас.
- Стивън Кълп играе Едуард Труман, член на Патриотите. Преди спирането на тока, той е полковник в морската пехота на САЩ, пазейки затворниците в залива Гуантанамо, но сега е управляващия патриот на Уилъби, Тексас.
- Джим Бийвър е в ролята на Джон Франклин Фрай, тексаски рейнджър. Той е убит от монро в опит да се започне война между Тексас и Патриотите.
- Мат Рос играе Тайтъс Аноувър, лидер на боен клан, който напада град Уилъби.
- Желко Иванек е в ролята на доктор Калвин Хорн, член на Патриотите и един от основните антигерои през първата половина на втори сезон. Хорн става водеща сила в окупацията на Уилъби, като поема контрола чрез своята ужасяваща репутация. Социопатското му мислене идва от детството – неговият високо религиозен баща го обвинява за смъртта на майка му, която умира от свръх доза (Хорн не вярва на молитвите на баща си за чудо и сам търси лекарство, което да и помогне да оздравее.). Докторът развива вманиачаване с Арън, след като разбира за неговите способности да влияе върху нанитите. Неговата основна цел е да намери Арън и да използва способностите му, дори на цената на живота на близките му. Хорн разкрива, че има мозъчен тумор и вярва, че Арън може да накара нанитите да му спасят живота. В своето отчаяние, той убива Синтия, което от своя страна кара нанитите да запалят въздуха, изгаряйки Хорн жив.
- Дейвид Арън Бекър играе командир Роджър Алънфорд, член на патриотите и супруг на Джъстийн Алънфорд.
- Уалиид Зуайтър е в ролята на Мартин Шоу, член на Патриотите, който вербува Джийн Портър да се присъедини към групата на Патриотите.
- Мат Вайро е в ролята на Конър Бенет, синът на Себастиан Монро. Той се съюзява с баща си, като го подкрепя в плановете му да превземе контрола от Патриотите и да възстанови Република Монро.
- Кристофър Къзънс играе Виктор Дойл, член на Патриотите и новият съпруг на Джулия Невил.
- Котър Смит е в ролята на президент Джак Дейвис, тираничния президент на САЩ и водач на Патриотите. Той е отговорен за изпращането на Рандал Флин да бомбардира Атланта и Филаделфия, така че Патриотите да могат да превземат Източния бряг и да формират диктатура на Съединените щати. Той де факто е диктатор на Америка и е в ролята на най-големия антигерой на втори сезон. След като Том Невил е заловен, Дейвис го изпраща да убие Монро, или той ще убие жена му Джулия. В епизода „Експозишън Булевард“ става ясно, че той е бил министър на отбраната преди да спре тока. Също става ясно, че президентът и говорителят на парламента са били убити при катастрофата на Еър Форс Едно. Министър Дейвис тогава организира преврат да убият вицепрезидента, което му позволява да се възкачи на президентския пост. Когато той и останалата част от американското правителство пристигат в Гуантанамо Бей, той обявява плана си да започне диктатура над народа.
- Кати Аселтън е в ролята на Дънкан Пейдж, бивш лидер на клан в Ню Вегас и позната на Монро.
- Даниел Хени играе Питър Гарнър, бивш студент в МИТ и приятел на Арън и Присила Питман.
- Били Лъш е в ролята на Сканлън, член на клана на Дънкан.

## „Революция“ в България
В България сериалът започва излъчване на 23 февруари 2015 г., всеки делник от 19:00 с повторение от 12:00 по телевизия bTV Action. Първи сезон завършва на 25 март. На 26 март започва втори сезон с разписание всеки делник от 19:00 с повторение от 12:00. Дублажът е на студио VMS. Ролите се озвучават от артистите София Джамджиева, Татяна Захова, Александър Воронов, Симеон Владов и Димитър Иванчев.